# Apogon rueppellii
Apogon rueppellii är en fiskart som beskrevs av Günther, 1859. Apogon rueppellii ingår i släktet Apogon och familjen Apogonidae. Inga underarter finns listade i Catalogue of Life.

## Bildgalleri

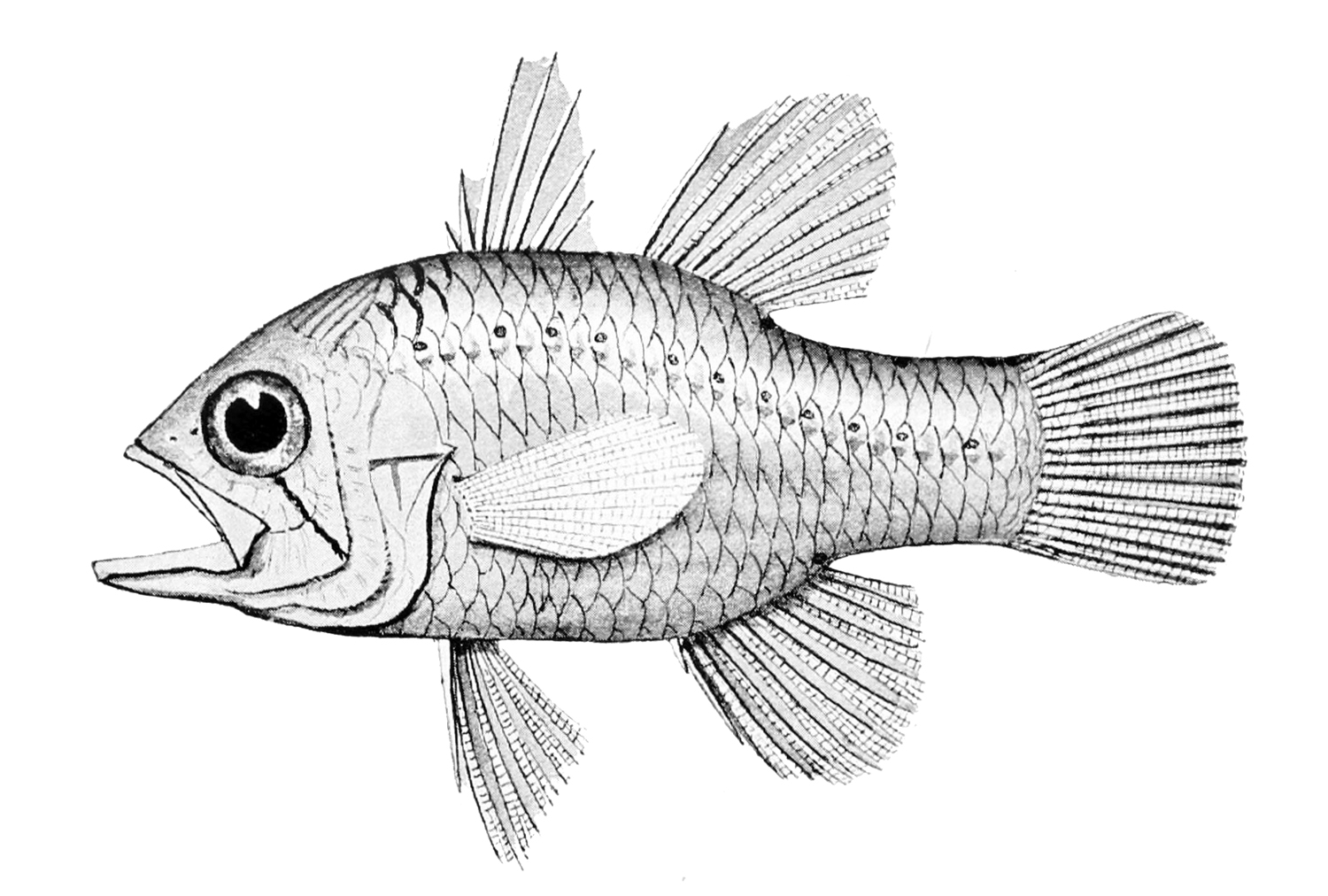